# 더 팩토리 (2012년 영화)
더 팩토리(The Factory)는 2012년 공개된 미국의 영화이다.

## 줄거리
버펄로 (뉴욕주)에서 칼이라는 남자가 매춘부라고 생각한 여자를 태우고 자기 집으로 데려간다. 그녀가 트랜스젠더임을 알게 되자, 그는 격렬하게 그녀를 살해하고 시신을 토막 내어 냉동고에 넣는다. 한편, 마이크 플레처 형사는 사건이 진전이 없어 종결될 위기에 처하자 이 사건에 집착한다. 문제가 많은 추수감사절 휴일 저녁 식사는 그가 반항적인 딸 애비를 포함하여 가족을 등한시하고 있음을 보여준다. 엄마와의 말다툼 후, 애비는 남자친구 태드를 만나기 위해 몰래 집을 나선다. 태드가 일하는 식당에서 태드는 그녀에게 헤어지자고 말하고, 애비는 밖으로 뛰쳐나간다. 태드는 그녀가 차에 탄 사람과 이야기하는 것을 본다. 그가 다시 볼 때 그녀는 사라졌다. 칼은 애비를 납치하여 지하에 묶어두고, 그곳에는 스톡홀름 증후군을 앓고 있는 다른 두 명의 젊은 여성 포로 브리트니와 로렌도 가두고 있다.
마이크와 그의 파트너 켈시 워커는 즉시 애비의 실종을 조사한다. 처음에는 애비의 실종에 대해 아무것도 모른다고 부인했지만, 태드는 다음 날 경찰서에 나타나 식당에서 본 전 용의자이자 칼의 공범인 대릴을 지목한다. 마이크와 켈시는 대릴을 심문하지만, 마이크가 그를 폭행하여 사건에서 제외된다. 마이크는 대릴의 집에 침입하여 대릴이 칼에게 공급한 약물 목록을 찾고, 그때 켈시가 그를 지원하기 위해 나타난다. 그는 목록을 병원으로 가져가고 그곳에서 요리사로 일하는 칼과 짧은 대화를 나눈다. 대릴의 상사는 마이크에게 대릴이 출근하지 않았고 약물 목록은 비전문가가 작성한 것이라고 말한다. 마이크는 그를 찾을 희망으로 목록 뒷면에 있는 회사에 전화하지만, 그들은 즉시 응답하기에는 너무 바쁘다.
그날 밤, 눈보라가 공항을 폐쇄하고 대릴은 마을에 머물 수밖에 없었다. 마이크와 켈시는 대릴을 호텔까지 추적하지만, 그가 죽어 있고 칼이 심은 정황 증거가 그를 납치범으로 지목하는 것을 발견한다. 마이크는 회사로부터 전화를 받는데, 그 회사는 출장 요리 회사임이 밝혀진다. 그는 그 사실을 칼의 묘사에 대한 피해자의 세부 사항과 연결하여 칼이 살인자임을 깨닫는다. 그와 켈시는 칼의 집으로 향하고 켈시는 전화로 보고한다. 한편, 칼의 규칙을 어긴 것으로 브리트니를 모함했던 애비는 브리트니가 임신한 것을 축하하고 있었을 뿐이라고 그를 설득하고, 애비는 그가 계획했던 특별 만찬을 위해 브리트니의 자리를 차지한다. 그녀는 이 기회를 이용하여 코르크 마개로 그를 찌른다. 칼은 그녀를 다시 지하실로 던져버리고, 그곳에서는 임신한 로렌의 양수가 터져 있었다. 움직일 수 없었던 로렌은 애비에게 아기를 꺼내는 것을 도와달라고 부탁한다.
마이크와 켈시는 집에 도착하여 여러 아기들이 있는 보육원을 포함한 많은 증거를 발견한다. 그들은 아래에서 소리를 듣고, 지하실을 찾다가 마이크는 집 인터폰으로 애비와 잠시 이야기한다. 애비는 칼이 지하실 문 열쇠를 목에 걸고 있다고 말한다. 마이크는 칼과 대치하여 총을 쏘지만, 켈시는 칼이 버린 산탄총을 들고 마이크를 쏴서 그녀가 처음부터 칼과 함께 있었다는 것을 밝힌다(그녀는 칼의 첫 번째 희생자였다). 그녀의 불임으로 인해 아이를 가질 수 없었고, 그래서 그는 매춘부를 납치하여 아이를 강제로 낳게 하는 작전을 세웠다. 칼은 죽지만, 켈시가 마이크를 죽이기 전에 마이크는 애비가 임신했다고 말한다. 켈시는 애비를 풀어주고 막 태어난 로렌의 아기를 데려가며 그들이 안전하다고 안심시킨다. 경찰은 이제 텅 비어 있는 칼의 보육원을 발견한다. 몇 주 후, 켈시는 새로운 이름으로 다른 도시로 이사하여 사라진 아기들과 함께 있는 것으로 나타난다. 그녀는 애비에게 전화 메시지를 남겨 곧 엄마가 될 애비를 축하하며, 애비는 나중에 배경에서 아기 울음소리가 들리는 이 메시지를 듣는다. 영화는 워커가 납치된 아기 중 한 명을 품에 안고 화면을 응시하는 장면으로 끝난다.

## 출연

### 주연
- 존 쿠삭
- 제니퍼 카펜터

### 조연
- 메이 휘트먼
- 소냐 왈저
- 마이클 트레비노
- 달라스 로버츠
- 게리 안소니 윌리엄스
- 신디 샘슨
- 캐서린 워터스턴
- 마게이나 토바
- 세니아 솔로
- 맥심 로이
- 저스틴 브래들리
- 카스 앤바
- 콘라드 플라
- 빈센트 메시나
- 글렌다 브라갠자
- 조나단 듀브스키
- 제이슨 카바리어
- 도니 퀸
- 브라이언 D. 라이트

## 기타
- 공동제작: 크리스토프 피셔
- 공동제작: 리처드 랄론드
- 공동제작: 폴 레이든
- 공동제작: 찰리 워브큰
- 미술: 마틴 위스트
- 의상: 오뎃 가도리
- 배역: 로니 에스켈